# The Baby of Mâcon
The Baby of Mâcon és una pel·lícula de drama històric britànica del 1993 escrita i dirigida per Peter Greenaway, i protagonitzada per Ralph Fiennes, Julia Ormond i Philip Stone, en la seva última aparició al cinema.
La pel·lícula està ambientada a França a mitjans del segle XVII, a la cort de Cosme III de Mèdici mentre ell i els seus actors de la cort veuen interpretar una paràbola sobre un nadó nascut a la ciutat de Mâcon els habitants del qual han estat infèrtils durant una generació. El naixement del nen està mitificat amb diferents finalitats, inicialment perquè marca la fi de la infància en una ciutat.
La pel·lícula es va estrenar al 46è Festival Internacional de Cinema de Canes. A causa de la nuesa i les escenes gràfiques de violència, la pel·lícula va lluitar per trobar distribució. No es va mostrar als EUA fins al 1997.

## Argument
A mitjans del segle XVII, la cort de Cosme III de Mèdici, gran duc de Toscana es reunia per veure una obra de teatre. La ciutat de Mâcon està plagada d'una maledicció que ha fet cada dona estèril i ha portat la fam a la terra. Una dona està de part, el que significa el primer part en molts anys, que les llevadores inicialment creuen que és un part fals a causa dels anys avançats i la lletjor general de la mare. No obstant això, dona a llum un nen sa. El seu marit, el Pare, busca de seguida treure profit venent pocions per curar la impotència. No obstant això, la filla gran de la parella és presa amb el nen i veu potencial per utilitzar-lo per fer-se rica.
Anys més tard, la Filla fa passar amb èxit el nen com a seu, reclamant-lo com un naixement verge per protegir la seva pròpia virtut. Diversos regals preciosos es donen al nadó de Macon i al seu voltant es desenvolupa un culte. La Filla ven les benediccions de fertilitat del Nen a canvi de bestiar i riqueses. Manté a la presó la Mare i el Pare, juntament amb la nodrissa del Nen i una noia escollida per ella per ser l'esclava sexual del seu pare.
El Bisbe, sentint una amenaça, considera la Filla blasfema i el Fill del Bisbe creu que o és verge i el Nen no és seu, o el Nen és seu, en aquest cas la Filla és una puta. Frustrada, la Filla allibera els seus pares per mostrar al Fill del Bisbe que encara és verge, però ell es nega a creure que la seva mare és la mare del Nen. Aleshores, la Filla porta el Fill del Bisbe a la granja on guarda el seu bestiar i li ofereix la seva virginitat. El Nen els ensopega i impedeix que el Fill del Bisbe prengui la virginitat de la Filla fent servir el seu poder per instar un toro sagrat a cornejar el Fill del Bisbe. Adverteix a la Filla que no mati el toro, ja que ni ell la podrà protegir de les conseqüències. La Filla mata el toro i la gent del poble la descobreix. Al sentir l'oportunitat, el bisbe diu que no és apta per ser la mare del nen i n'agafa la custòdia.
El bisbe subhasta el fluid del nen amb molts sospitant que està sent torturat per produir llàgrimes i sang santes que es venen a preus alts. A la nit, la Filla es cola a l'habitació del Nen i l'ofega per haver-la abandonat.
El bisbe ordena que l’executin; tanmateix, les lleis de la vila prohibeixen expressament l'execució d'una verge. Per evitar això, Medici fa un suggeriment al bisbe que la Filla sigui violada. El bisbe dispensa sants indults als membres de la milícia permetent-los violar la Filla. L'escena té lloc en un llit amb dosser amb cortines darrere del qual l'actriu que interpreta a la Filla representa els crits. No obstant això, els actors de l'escena realment la violen mentre Medici i la cort, ubicats fora, compten amb alegria els violadors. Després de ser violada per 208 homes, és condemnada a execució només perquè es descobreixi que ja està morta pel trauma.
La gent del poble es reuneix per enterrar el cos del Nen. Temerosos de quedar-se sense els seus poders, comencen a despullar suaument les seves relíquies i, finalment, l'esquarteren brutalment amb l'esperança que el seu cos els porti bona fortuna.
La fam torna a caure a la ciutat de Macon. Els membres del repartiment fan una reverència i la resta de la cort es gira i s'inclina davant la càmera, reconeixent que ells també són intèrprets.

## Repartiment
- Julia Ormond com la filla
- Ralph Fiennes com el fill del bisbe
- Philip Stone com el bisbe
- Jonathan Lacey com a Cosme III de Mèdici
- Don Henderson com el Pare Confessor
- Celia Gregory com a Mare Superiora
- Jeff Nuttall com el Majordomo
- Jessica Hynes com la primera llevadora (com Jessica Stevenson)
- Kathryn Hunter com a segona llevadora
- Frank Egerton com el Prompter
- Phelim McDermott com el primer tutor
- Tony Vogel com el Pare

## Producció
Julia Ormond i Ralph Fiennes comparteixen una escena violenta i apassionada que Ormond recorda haver rodat a la sala d'una església mentre Peter Greenaway menjava xiclets. "Va ser l'experiència més surrealista perquè de tant en tant escoltaves 'rustle rustle munch munch'. Estar nu davant de gent que anava vestida em molestava tant que no sabia si esclataria en ruscs. Al cap d'una estona t'hi acostumes i vols vomitar alhora."

## Recepció
La pel·lícula es va projectar fora de competició al 46è Festival Internacional de Cinema de Canes. Tanmateix Jonathan Rosenbaum del Chicago Reader va assenyalar que "el va mirar fins al final per sentit del deure, no amb plaer o cap esperança d'edificació", alhora que va descriure l'acció com "exuberant". i molt ben filmada (per Sacha Vierny)". Sacha Vierny va obtenir el premi a la millor fotografia al XXVI Festival Internacional de Cinema Fantàstic de Sitges.
A l'agost de 2002, el director de cinema Andrew Repasky McElhinney va seleccionar dues pel·lícules rares, Isle of Forgotten Sins (dirigida per Edgar G. Ulmer, 1943) i The Baby of Macon, per tenir les seves estrenes tardanes a Filadèlfia (en gravats d'arxiu de 35 mm) per a una sèrie de pel·lícules de "doble llargmetratge fantàstic" al Prince Music Theatre. A les notes del programa per a la projecció, McElhinney va escriure: 

{{Cita|"M'han atret insaciablement art de tèrmits i elefants blancs tota la meva vida cinematogràfica... les pel·lícules d'elefants blancs existeixen fora dels límits del comentari racional com a monuments immensos i espectaculars al monstruós geni, ego i arrogància del seu director. The Baby of Macon de Peter Greenaway és un animal així, un Rocky Horror Picture Show ambientat durant una actuació el 1659 d'un obra de moral del segle xv, en la qual les nostres percepcions de l'espectador, la identitat i la construcció són desafiades sense simpatia i la quarta paret entre "real" i "imaginació" contínuament atacada, i un guió que suggereix que la pel·lícula és simplement "una jobra amb la música", es juxtaposen de manera abrasiva amb representacions gràfiques d'atrocitats indiciblement cruels. Tot i tothom està incriminat en aquest assaig desafiant, ritual i agnòstic sobre la Nativitat".